# Víctor Serrano Ródenas
Víctor Serrano Ródenas (València, 1975), o simplement Víctor, és un pilotari valencià d'Escala i corda en nòmina de l'empresa ValNet. Jugava d'escalater i es va retirar en 2016, al Trinquet de Pelayo.
Va debutar el 1990 al Trinquet de Pelayo (València) i l'any 2000 va ser membre de la Selecció Valenciana de Pilota.

## Palmarés
- Escala i corda:
  - Campió del Circuit Bancaixa sub20: 1995
  - Subcampió de la Copa Diputació: 2008
  - Campió de la Copa Lorno: 2000
  - Campió III trofeu mix la costera: 2015
  - Campió Màsters Ciutat de València: 2009
  - Subcampio Masters Ciutat de València:2013
  - Campió del Triangular d'Escala i corda: 2010
  - Campio súper copa bocatta: 2004
  - Campió Trofeu Batiste Ribes: 2006
  - Campió del Trofeu Caixa Rural de Vila-real:2006
    - Subcampió del Trofeu Caixa Rural de Vila-Real: 2008

  - Campió Trofeu Ciutat de Dénia: 2003
  - Campió del Trofeu Levante:f 1998
    - Subcampió del Trofeu Levante: 2007

  - Subcampió Trofeu Llíria: 2005
  - Campió del Trofeu Mancomunitat de la Ribera Alta: 2004
  - Subcampió del Trofeu Nadal de Benidorm: 2008
  - subcampio del trofeu juliet : 2001
  - Campió del Trofeu Sant Roc de Dénia: 2004
  - Campió Trofeu Sant Vicent de Llíria: 2001 i 2002
  - Campió del Trofeu Universitat de València: 2008
    - Subcampió del Trofeu Universitat de València: 2007

  - Campió del Trofeu Superdeporte: 2004 i 2010
    - Subcampió del Trofeu Superderporte: 2005 i 2013

  - Campió Trofeu Vidal: 2003
    - Subcampió Trofeu Vidal: 2004 i 2005

  - Campió Trofeu Velarte-Mercader de Massamagrell: 2006 i 2007
    - Subcampió Trofeu Velarte-Mercader de Massamagrell: 2008
- Galotxa:
  - Campió del Trofeu Moscatell: 2002
    - Subcampió del Trofeu Moscatell: 2006

Campionats Internacionals de Pilota
- Campió del Mundial de Llargues, València 2000